# Вайсман, Константин Михайлович
Константи́н Миха́йлович Ва́йсман (англ. Konstantin Vaysman) — украинский и российский банкир, соучредитель Treeum, председатель правления и соучредитель Mobile Finance Group. Приоритетными направлениями деятельности являются финансы, бизнес-стратегия, маркетинг.
Имеет более 25-летний опыт в сфере предоставления финансовых услуг.
Ранее был Председателем Правления РосЕвроБанк, ПУМБ и ВТБ БАНК (Украина).

## Образование
Родился 14 октября 1969 в Москве. Закончил «Государственную академию управления им. С. Орджоникидзе» по специальности «автоматизированные системы управления» в Москве (Россия); в 1991—1992 гг. стажировался в «Институте управления предприятиями» (фр. Institut d’administration des entreprises de Caen) в г. Кан (Франция, Нижняя Нормандия). Имеет степень MBA «Высшей школы бизнеса» Чикагского Университета (Лондон).

## Профессиональный опыт
Константин Вайсман более 25 лет занимал высокие должности в ведущих финансовых учреждениях России и Украины.
В 1993—1996 гг. работал в «Торибанк», где сначала занимал должность начальника отдела финансового анализа, а впоследствии стал заместителем Председателя Правления.
С января 1996 по август 2003 работал на позициях начальника управления финансового планирования и анализа и заместителя Председателя Правления в «Московском Кредитном Банке».
С августа 2003 по май 2007 был Председателем Правления и членом Совета директоров в «РосЕвроБанк».
С мая 2007 по октябрь 2009 занимал должности первого вице-президента по стратегии и финансам и финансового директора финансовой корпорации «Уралсиб».

### ПУМБ
С 22 января 2010 по октябрь 2012 исполнял обязанности Председателя Правления ПУМБ. В этот период ПУМБ был на стадии роста, и Вайсман отмечал о намерениях занять одну из лидирующих позиций в Топ-10 украинских банков по финансовым показателям.
В частности, в течение 2011—2012 гг. ПУМБ получил награды за лучшее банковское слияние и лучшую банковскую группу в Украине по версии World Finance Magazine, а также «Самый прозрачный банк» по версии USAID. Слияние с Донгорбанком, дочерним банком группы СКМ, стало самым быстрым и одним из крупнейших банковских слияний в истории Украины.
Шагом к реализации новой стратегии стала покупка в 2011 году банка потребительского кредитования Ренессанс Капитал группой СКМ. Константин Вайсман руководил покупкой и возглавил наблюдательный совет банка после его приобретения.
В результате банк вошел в ТОП-10 игроков банковского рынка Украины.
За короткий срок в должности председателя правления ПУМБ занял 7 позицию в внутриотраслевом банковском рейтинге «Топ-100 лучших компаний Украины».

### ВТБ Банк (Украина)
С октября 2013 по декабрь 2018 Константин Вайсман был Председателем Правления ПАО «ВТБ Банк» (Украина).

### Mobile Finance Group
В 2019 году Вайсман стал Председателем правления и соучредителем Mobile Finance Group — глобальной digital-платформы по развитию мобильных финансовых сервисов в странах с недостаточно развитым финансовым сектором. В частности, компания разрабатывает цифровые кошельки для увеличения доступа к финансовым услугам.

### Соучредитель Treeum
С 2020 — руководитель финтех направления украинского финансового онлайн-супермаркета Treeum, который также управляет деловыми медиаресурсами minfin.com.ua и finance.ua.
В компании Константин Вайсман занимается созданием финансовой экосистемы и разработкой superapp (приложения) для финансов.

## Специализация
Константин Вайсман является экспертом в области стратегии и планирования и финансового анализа финучреждений, а также активно развивает финтех направление.
Опыт работы Константина Вайсмана связан со стратегией и планированием, процессами слияния и поглощения в области финансовых услуг, развитием Финтех технологий. Также занимается частными инвестициями.

## Интересные факты
Свободно владеет английским, французским и итальянским языками.

## Семья
Женат. Воспитывает двух сыновей.

## Награды
«Банкир года — 2011» по итогам ІІ Международного конкурса «Лучшие банки ГУАМ — 2011» по версии журнала «Банкиръ» (конкурс организован ГУАМ вместе с издательством «КБС-Издат» (награжден 15 марта 2012).